# 马克西姆·苏拉耶夫
马克西姆·维克托罗维奇·苏拉耶夫（俄语：Максим Викторович Сураев，羅馬化：Maksim Viktorovich Surayev，1972年5月24日—）是统一俄罗斯党政治人物，已退役宇航员，俄罗斯第104位宇航员，世界第503位宇航员，呼号“仙王”（Цефей）。他曾两次前往国际空间站，两次进行太空行走任务。

## 早年
1972年5月24日出生于苏联車里雅賓斯克。1994年毕业于以亚·费·米亚斯尼基扬命名的卡恰高等军事航空学校，获得飞行工程师资格；1997年6月毕业于茹科夫斯基空军工程学院的航空工程设备研究、测试与应用专业。
曾在空军服役，有驾驶L-39信天翁教练机和苏-27战斗机的丰富经验，累计飞行时间约为700小时。

## 宇航员生涯
1997年入选加加林宇航员培训中心测试宇航员候选人。1998年1月至1999年11月接受了基础航空飞行培训，1999年12月1日获得测试宇航员资格。

### 远征21/22
2009年9月30日，联盟TMA-16载人飞船在在哈萨克斯坦拜科努尔发射场发射升空。上面载有远征21任务队员马克西姆·苏拉耶夫、美国宇航员杰弗里·威廉姆斯，以及世界第七位太空游客盖·拉利伯特。10月2日8时35分，飞船与国际空间站星辰号服务舱成功自动对接。
2010年1月14日10时5分，苏拉耶夫和科托夫打开空间站码头号对接舱舱门开始了太空行走。他们主要为国际空间站探索号小型试验舱的启用进行了一系列准备工作，安装了无线天线和对接系统原件等设备。
2010年1月21日10时03分，苏拉耶夫和威廉姆斯驾驶联盟TMA-16载人飞船离开星辰号服务舱，绕飞到空间站另一侧并成功与探索号小型试验舱完成了手动对接，耗时约20分钟。对接后，他们进行了压力和密封性检查等一系列操作，在约3个半小时后返回空间站内。
2010年3月18日11时25分，在国际空间站内工作了169天的苏拉耶夫和威廉姆斯乘坐返回舱平安降落在哈萨克斯坦阿尔卡雷克市北部草原。

### 远征40/41
2014年5月28日19时57分，联盟TMA-13M在哈萨克斯坦拜科努尔发射场发射。上面乘坐的是苏拉耶夫、美国国家航天局宇航员格雷戈里·怀斯曼和欧洲航天局宇航员亚历山大·格斯特。
2014年10月22日，他和亚历山大·萨莫库佳耶夫穿着俄制海鹰舱外航天服从码头号对接舱出舱。他们拆掉了1台旧地震监测仪和2副天线，并抛弃到了太空。任务共持续了3小时38分钟。
2014年10月28日21时（北京时间29日凌晨5时），正在国际空间站工作的俄罗斯宇航员叶莲娜·谢罗娃、亚历山大·萨莫库佳耶夫和马克西姆·苏拉耶夫发布了2018年世界杯的会徽，这也是世界杯历史上首次在太空发布赛事会徽。
2014年11月10日3时58分，联盟TMA-13M在阿尔卡雷克以北安全着陆。

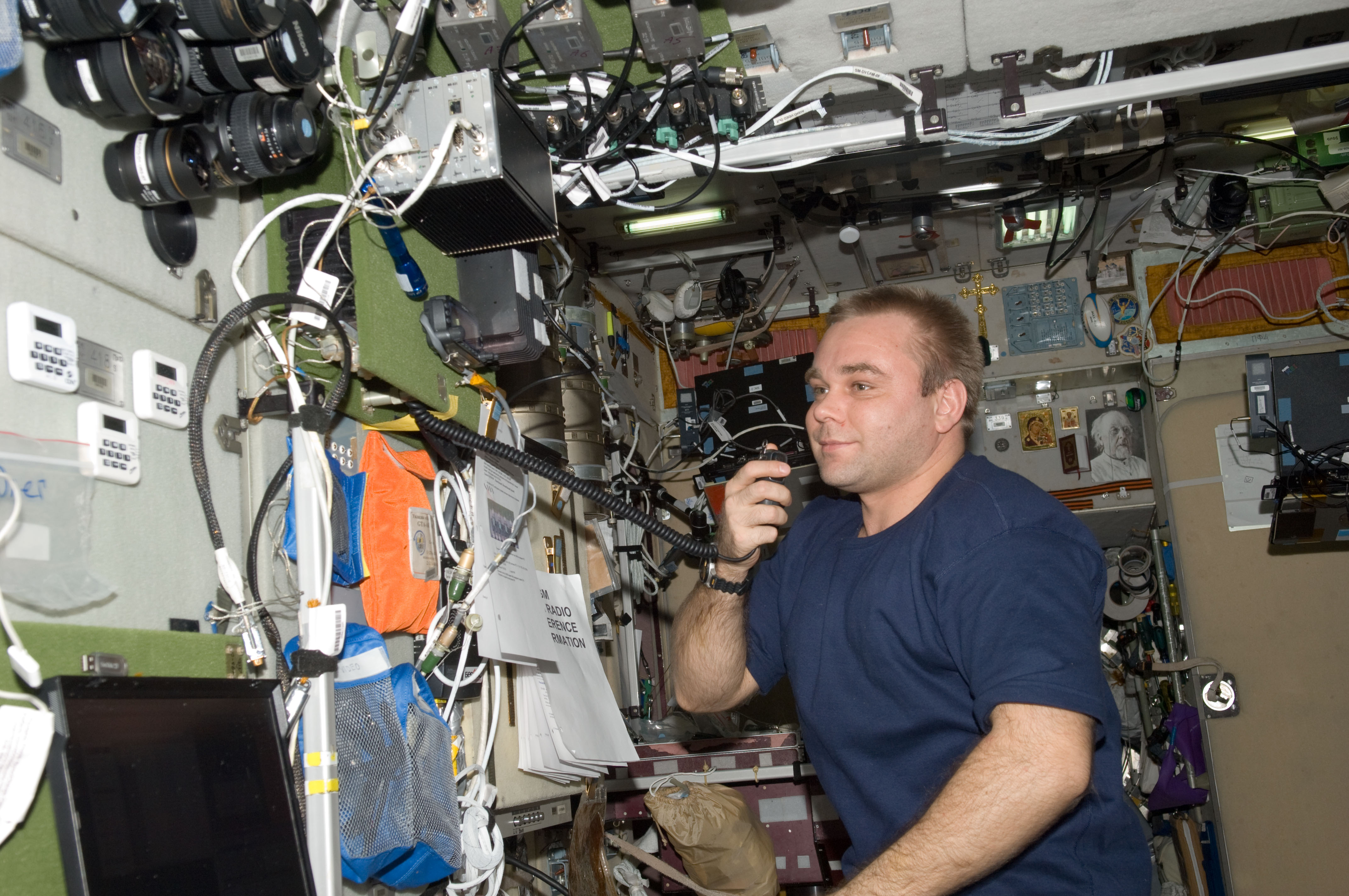

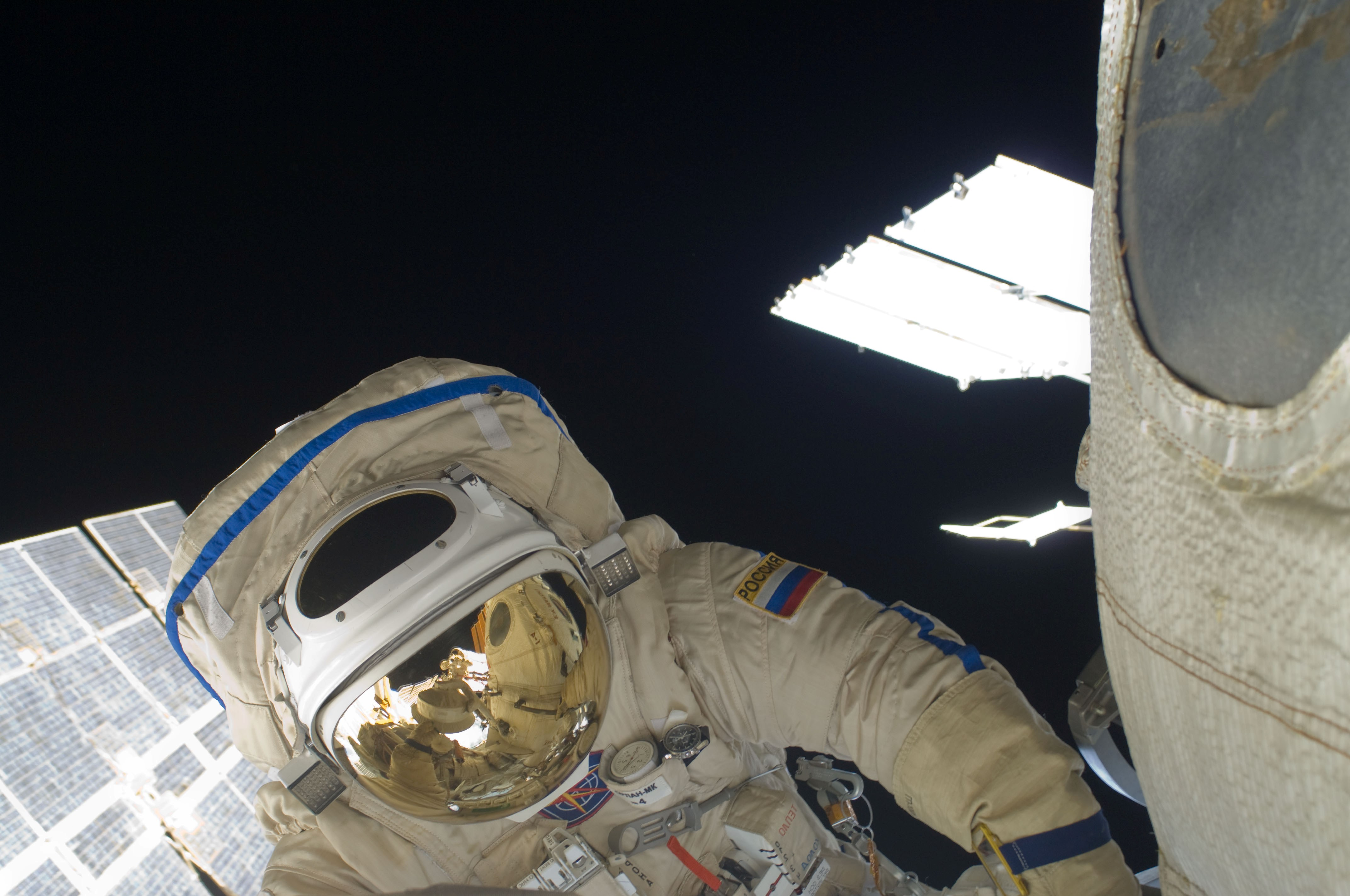

统计
| # | 往返载具    | 发射时间（UTC）       | 任务代号  | 着陆时间（UTC）       | 时长总计      | 舱外活动次数 | 舱外活动时长 |
| - | ----------- | --------------------- | --------- | --------------------- | ------------- | ------------ | ------------ |
| 1 | 联盟TMA-16  | 2009年9月30日7时14分  | 远征21/22 | 2010年3月18日11时24分 | 169日4时9分   | 1            | 5时22分      |
| 2 | 联盟TMA-13M | 2014年5月28日19时57分 | 远征40/41 | 2014年11月10日3时58分 | 165日8时1分   | 1            | 3时38分      |
|   |             |                       |           |                       | 334日12时10分 | 2            | 9时0分       |

太空行走统计
| #      | 日期（UTC）    | 同伴                  | 持续时长 |
| ------ | -------------- | --------------------- | -------- |
| 1      | 2010年1月14日  | 奥列格·科托夫         | 5时22分  |
| 2      | 2014年10月22日 | 亚历山大·萨莫库佳耶夫 | 3时38分  |
| 总时长 | 总时长         | 总时长                | 9时0分   |

## 政治活动
2011年4月21日加入统一俄罗斯党。2016年5月在莫斯科州巴拉希哈（第0117选区）当选国家杜马代表，9月18日正式成为俄罗斯联邦第七届国家杜马议员。

## 社会活动
2011年5月12日在中国科技馆出席了中国科学技术协会和中国人民对外友好协会与俄罗斯联邦驻华大使馆组织策划的“纪念人类太空飞行50周年宇航图片展”开幕式。5月15日到访了天津市第二南开中学，并开展了专题报告。

## 荣誉
- 俄罗斯联邦宇航员和俄罗斯联邦英雄荣誉称号（2010年）
- 太空探索优异奖章（2011年）[16]
- 四级“祖国功勋”勋章（2016年）[17]